# Horbach (Pfalz)

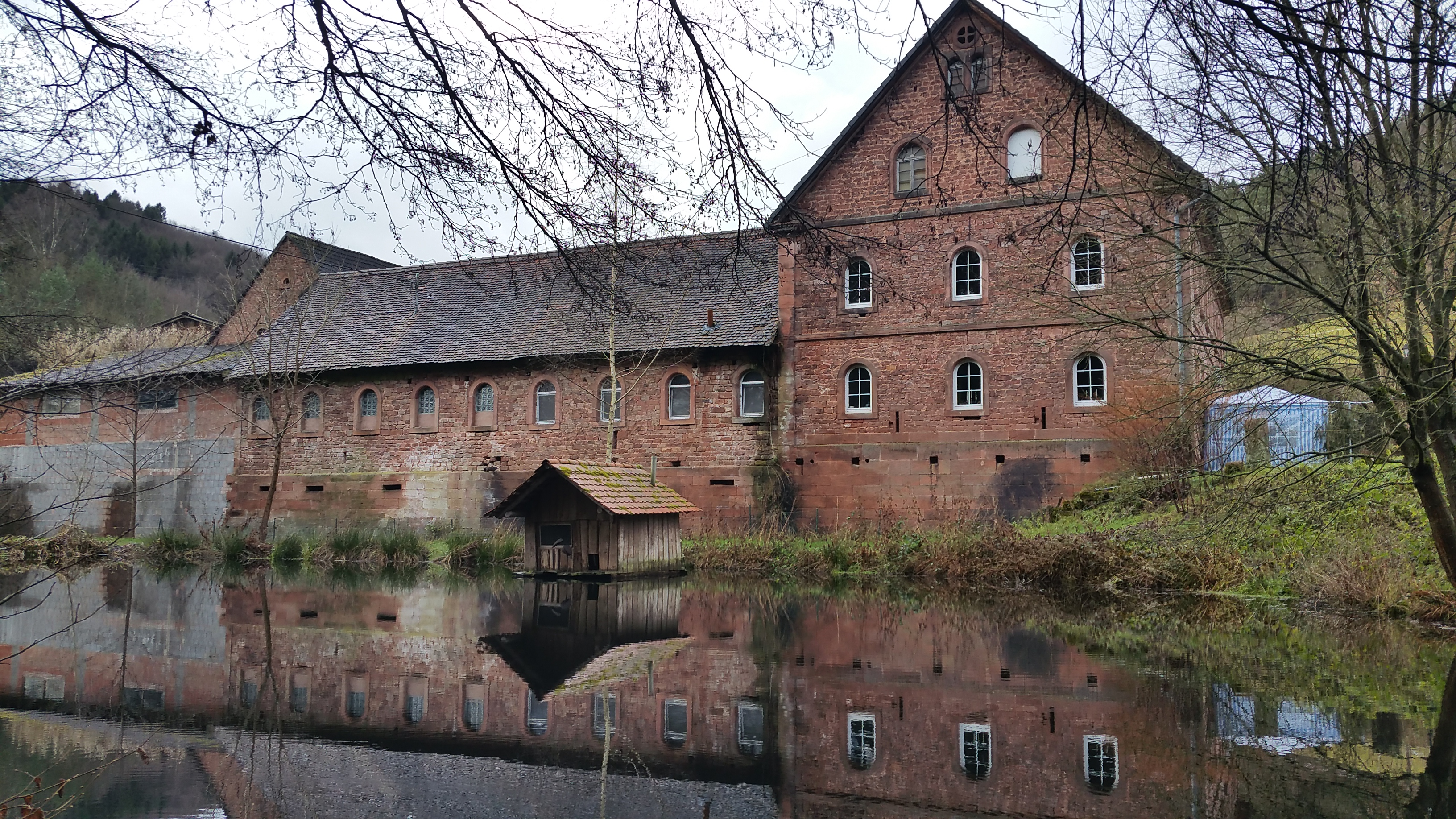
Horbachermühle, im Vordergrund der Horbach

Horbach ist eine Ortsgemeinde im Landkreis Südwestpfalz in Rheinland-Pfalz. Sie gehört der Verbandsgemeinde Waldfischbach-Burgalben an, innerhalb derer sie sowohl gemessen an der Fläche als auch gemessen an der Einwohnerzahl jeweils die zweitkleinste Ortsgemeinde darstellt.

## Geographie

### Lage
Der Ort liegt am Übergang des Pfälzerwaldes zur Sickinger Höhe. Im Norden befindet sich Linden, im Osten Geiselberg, südlich liegt Steinalben und westlich Hermersberg. Zu Horbach gehören zusätzlich die Wohnplätze Brachhof, Horbachermühle und Fabrik Schwanenmühle. Nachbargemeinden sind – im Uhrzeigersinn – Linden, Schopp, Geiselberg, Steinalben, Hermersberg und Weselberg.

### Gewässer
Durch Horbach fließt der Queidersbach; mitten im Siedlungsgebiet mündet in diesen von rechts der Horbach. Die Moosalbe bildet die östliche Gemarkungsgrenze.

## Geschichte
Das Dorf Horbach gehörte bis zum Ende des 18. Jahrhunderts zum sogenannten Großgericht der Herrschaft Landstuhl, das im Besitz der Freiherren von Sickingen der Linie zu Hohenburg war. Im Jahr 1794 wurde das Linke Rheinufers im Ersten Koalitionskrieg besetzt.
Von 1798 bis 1814 gehörte Horrbach – so die damalige Schreibweise – zum Kanton Waldfischbach im Departement Donnersberg und besaß eine eigene Mairie. Aufgrund der auf dem Wiener Kongress getroffenen Vereinbarungen kam das Gebiet im Juni 1815 zunächst zu Österreich und wurde 1816 auf der Grundlage eines Staatsvertrags an das Königreich Bayern abgetreten. Unter der bayerischen Verwaltung gehörte Horbach von 1817 an zum Landkommissariat Pirmasens im Rheinkreis, ab 1862 zum Bezirksamt Pirmasens.
1939 wurde Horbach in den Landkreis Pirmasens (ab 1997 Landkreis Südwestpfalz) eingegliedert. Nach dem Zweiten Weltkrieg wurde die Gemeinde Horbach innerhalb der französischen Besatzungszone Teil des Regierungsbezirks Pfalz im damals neu gebildeten Land Rheinland-Pfalz. Im Zuge der ersten rheinland-pfälzischen Verwaltungsreform wurde die Gemeinde 1972 der neugeschaffenen Verbandsgemeinde Waldfischbach-Burgalben zugeordnet.

## Bevölkerung

### Einwohnerentwicklung
Die Entwicklung der Einwohnerzahl von Horbach, die Werte von 1871 bis 1987 beruhen auf Volkszählungen:
| Jahr | Einwohner |
| ---- | --------- |
| 1815 | 315       |
| 1835 | 317       |
| 1871 | 350       |
| 1905 | 313       |
| 1939 | 401       |
| 1950 | 399       |
| 1961 | 464       |

| Jahr | Einwohner |
| ---- | --------- |
| 1970 | 483       |
| 1987 | 514       |
| 1997 | 546       |
| 2005 | 581       |
| 2011 | 539       |
| 2017 | 534       |
| 2023 | 494       |

### Religion
Ende 2013 waren 67 Prozent der Einwohner katholisch und 19 Prozent evangelisch. Die übrigen gehörten einer anderen Religion an oder waren konfessionslos. Die Katholiken gehören zum Bistum Speyer  und unterstehen dort dem Dekanat Pirmasens, die Evangelischen zur Protestantischen Landeskirche Pfalz.

## Politik

### Gemeinderat
Der Gemeinderat in Horbach besteht aus zwölf Ratsmitgliedern, die bei der Kommunalwahl am 9. Juni 2024 in einer personalisierten Verhältniswahl gewählt wurden, und dem ehrenamtlichen Ortsbürgermeister als Vorsitzendem.
Die Sitzverteilung im Gemeinderat:
| Wahl | CDU | WVH | BGU | Gesamt   |
| ---- | --- | --- | --- | -------- |
| 2024 | 5   | 3   | 4   | 12 Sitze |
| 2019 | 4   | 5   | 3   | 12 Sitze |
| 2014 | 4   | 5   | 3   | 12 Sitze |
| 2009 | 3   | 5   | 4   | 12 Sitze |
| 2004 | 3   | 6   | 3   | 12 Sitze |

- WVH = Wählerverein Horbach e. V.
- BGU = Bürger für Gesellschaft und Umwelt e. V.

### Bürgermeister
Walfried Schäfer (CDU) wurde 2009 Ortsbürgermeister von Horbach. Bei der Direktwahl am 26. Mai 2019 wurde er mit einem Stimmenanteil von 69,83 % und am 9. Juni 2024 als einziger Bewerber mit 69,9 % jeweils für weitere fünf Jahre in seinem Amt bestätigt.
Sein Amtsvorgänger war Egon Meyer.

### Wappen
| Wappen von Horbach | Blasonierung: „Von Silber und Schwarz gespalten, rechts ein senkrecht gestellter abwärts gekehrter grüner Eichenzweig mit vier Blättern und drei Eicheln, links fünf silberne Kugeln 2:1:2.“ |
| Wappen von Horbach | Wappenbegründung: Es wurde 1957 vom Mainzer Innenministerium genehmigt und erinnert mit den fünf Kugeln an die ehemalige Zugehörigkeit zu den Herren von Sickingen.                          |

## Kultur

### Kulturdenkmäler

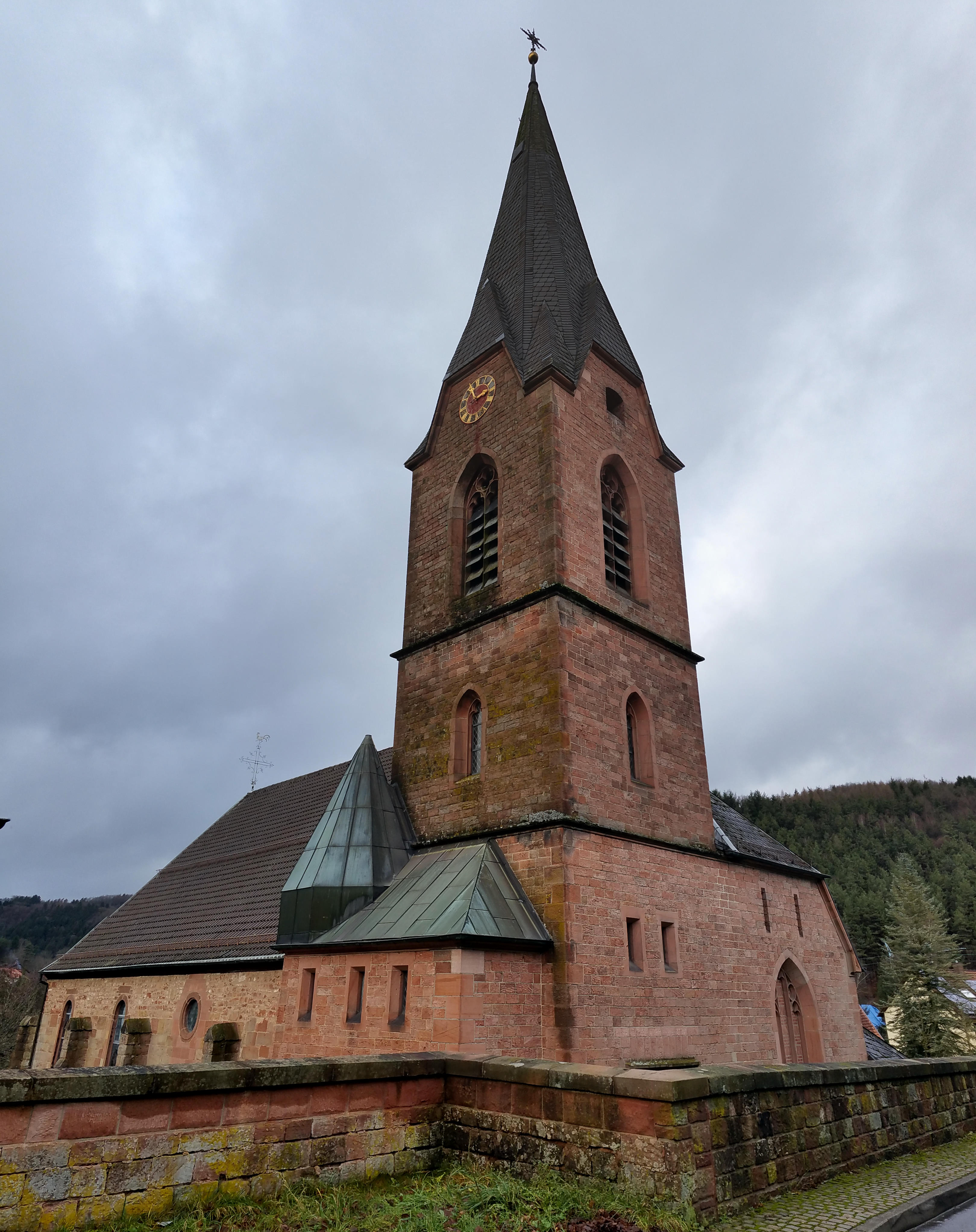
Denkmalgeschützte Kirche St. Peter

Vor Ort befinden sich insgesamt sechs Objekte, die unter Denkmalschutz stehen, darunter die aus dem 14. Jahrhundert stammende katholische Pfarrkirche St. Peter. Sie ist teilweise mit Steinen aus der Römerzeit gebaut.

### Natur
Der östlich des Queidersbaches befindliche Teil der Gemarkung ist Teil des Naturparks Pfälzerwald, der wiederum zum Biosphärenreservat Pfälzerwald-Vosges du Nord gehört.

### Brauchtum
In Horbach wird zu Karneval der Narrenruf Holau gepflegt, manchmal ebenso in Form der Abwandlung Horbach-Holau.

## Wirtschaft und Infrastruktur

### Wirtschaft
Südlich der Ortsmitte, nahe der jenseits der Gemeindegemarkung befindlichen Bundesstraße 270, liegt der Business Park Schwanenmühle. Hier produzieren einige Unternehmen –  teils zu den weltweiten Marktführern in ihrer Branche gehörend – Produkte speziell für die Elektro- und Energietechnik. Im Nordwesten des Gemeindegebiets existiert außerdem seit 2018 der Windpark Horbach.

### Verkehr
Horbach liegt an der in Nord-Süd-Richtung von Landstuhl nach Steinalben verlaufenden Landesstraße 363. Am südlichen Siedlungsrand zweigt von dieser die Kreisstraße 31, die über Heltersberg bis nach Heltersberg verläuft, ab. Über die nahegelegene Auffahrt Weselberg der A 62 besteht Anschluss an den Fernverkehr.

### Tourismus
Der von Kaiserslautern nach Hinterweidenthal verlaufende Radweg Pfälzerwald-Tour führt mitten durch Horbach. Zudem liegt die Gemeinde an der Route eines Wanderweges, der mit einem grün-gelben Kreuz markiert ist und der eine Verbindung mit Oberbexbach sowie Rheingönheim herstellt. Hinzu kommt ein solcher, der mit einem grün-gelben Balken gekennzeichnet ist und der von Kirchheimbolanden bis nach Hirschthal verläuft.

## Persönlichkeiten

### Söhne und Töchter der Gemeinde
- Johann Jakob Hemmer (1733–1790), Physiker, Sprachforscher und Meteorologe

### Personen, die vor Ort gewirkt haben
- Johannes Kriebitzsch (1857–1938), bemalte die Fenster der örtlichen St. Peter-Kirche.